# Данилов, Алексей Степанович
Алексей Степанович Данилов (29 марта 1921 — 16 декабря 2005) — советский военный. Участник Великой Отечественной войны. Герой Советского Союза (1943). Гвардии полковник.

## Биография
Алексей Степанович Данилов родился 29 марта 1921 года в уездном городе Пугачёве Самарской губернии РСФСР (ныне районный центр Саратовской области Российской Федерации) в семье рабочего. Русский. Закончил 8 классов Пугачёвской средней школы. В 1939 году поступил в 1-е Саратовское Краснознаменное танковое училище. По окончании училища в 1941 году лейтенант А. С. Данилов был направлен 42-ю танковую дивизию Московского военного округа, где его назначили командиром взвода 42-го отдельного разведывательного батальона. Перед началом войны дивизия дислоцировалась в посёлке Идрица Калининской (ныне Псковской) области.
В боях с немецко-фашистскими захватчиками лейтенант А. С. Данилов с 29 июня 1941 года в составе 42-й танковой дивизии 21-го механизированного корпуса Северо-Западного фронта. Боевое крещение принял в боях под Даугавпилсом. 3 июля 1941 года Алексей Степанович участвовал в разгроме колонны дивизии СС «Мёртвая голова» под Дагдой. 10 июля 1941 года 21-й механизированный корпус был включён в состав 27-й армии и вёл оборонительные бои на реках Великая и Ловать. К осени 1941 года 42-я танковая дивизия потеряла всю материальную часть и 5 сентября 1941 года была расформирована. 30 сентября 1941 года лейтенант А. С. Данилов получил назначение в 116-й отдельный танковый батальон 27-й армии Северо-Западного фронта, где получил под командование танковый взвод. Однако к 20 октября 1941 года батальон потерял все танки и был расформирован. 18 ноября 1941 года Алексей Степанович был направлен в 137-й отдельный танковый батальон 146-й танковой бригады 16-й армии Западного фронта, в составе которой участвовал в битве за Москву на истринском направлении. 26 ноября 1941 года командир танка Мк-3 «Валентайн» 1-й танковой роты лейтенант Данилов в бою под деревней Степаньково уничтожил 2 противотанковых орудия и до 30 военнослужащих вермахта. 30 ноября 1941 года в бою под Дедовском он уничтожил два вражеских танка. 24-25 декабря 1941 года лейтенант Данилов четыре раза ходил в атаку, уничтожив вражеский миномёт, два пулемёта с расчётами и до взвода немецкой пехоты.
В январе 1942 года А. С. Данилов участвовал в Ржевско-Вяземской операции. 27 января 1942 года в боях в районе Козельска он был ранен и эвакуирован в госпиталь. Быстро восстановившись, Алексей Степанович вернулся в свою часть в звании старшего лейтенанта, однако 25 марта в боях на Гжатском направлении он был ранен вторично. Из госпиталя Алексей Степанович был направлен в 27-ю танковую бригаду, где был назначен на должность заместителя командира 436-го отдельного танкового батальона. В апреле 1942 года бригада убыла на Брянский фронт, где была включена во 2-й танковый корпус. В июне-июле 1942 года корпус участвовал в Воронежско-Ворошиловградской стратегической оборонительной операции сначала в составе 5-й танковой армии, затем во фронтовом подчинении.
В начале августа 1942 года 2-й танковый корпус был переброшен на Юго-Западный фронт и включён в состав 62-й армии. Алексей Степанович участвовал в Сталинградской битве. 29 августа 1942 года во время боёв в Сталинграде он был тяжело контужен и до конца 1942 года находился на лечении. В ноябре 1942 года А. С. Данилову было присвоено очередное воинское звание — капитан, а в январе 1943 года он получил назначение в 45-й гвардейский танковый полк 9-й гвардейской механизированной бригады 3-го гвардейского механизированного корпуса 51-й армии, сражавшийся на Южном фронте. Командир танковой роты гвардии капитан А. С. Данилов участвовал в зимнем наступлении фронта, в ходе которого был освобождён Ростов-на-Дону. В конце июля 1943 года 3-й механизированный корпус был переброшен на Воронежский фронт и включён в состав 47-й армии и участвовал в Белгородско-Харьковской операции Курской битвы, по окончании которой гвардии капитан А. С. Данилов был назначен помощником начальника штаба 45-го гвардейского танкового полка по оперативной работе.
После разгрома немецких войск на Курской дуге войска Воронежского фронта устремились к Днепру. В ходе Сумско-Прилукской операции 15 сентября 1943 года сводная танковая группа 3-го гвардейского механизированного корпуса под командованием гвардии капитана А. С. Данилова в бою за высоту 160,4 уничтожила до 120 солдат и офицеров противника и захватила 4 орудия. 16 сентября группа попала на минное поле и не дожидаясь сапёров, сама проделала в нём проход, обеспечив высокий темп наступления. Гвардии капитан Данилов лично снял до 40 противотанковых мин. После этого танкисты Данилова прорвали вражескую оборону, уничтожив 2 противотанковых орудия противника, 2 огневые точки и до взвода пехоты. 30 сентября 1943 года сводная группа Данилова форсировала Днепр в районе села Студенец, захватила плацдарм и, отразив контратаку противника, обеспечила переправу через Днепр остальных частей корпуса. В бою за удержание плацдарма Алексей Степанович уничтожил 5 вражеских танков. 5 октября 1943 года гвардии капитану Данилову Алексею Степановичу указом Президиума Верховного Совета СССР было присвоено звание Героя Советского Союза, а 21 ноября 1943 года ему было присвоено звание гвардии майора.
В конце ноября 1943 года 3-й гвардейский механизированный корпус был выведен в резерв Ставки Верховного Главнокомандования. 20 марта 1944 года гвардии майор А. С. Данилов был направлен на бронетанковые курсы усовершенствования командного состава. На фронт он вернулся в конце зимы 1945 года. В должности начальника штаба 29-го отдельного гвардейского тяжёлого танкового полка 4-го гвардейского танкового корпуса 5-й гвардейской армии 1-го Украинского фронта Алексей Степанович участвовал в Верхне-Силезской, Берлинской и Пражской операциях. Боевой путь он закончил на территории Чехословакии.
После войны А. С. Данилов продолжил службу в бронетанковых и механизированных частях Советской армии. В 1956 году он закончил Военную академию бронетанковых войск. Служил заместителем начальника Харьковского высшего танкового училища. 31 марта 1972 года полковник А. С. Данилов был уволен в запас. После увольнения из армии Алексей Степанович жил в Харькове, работал преподавателем в Харьковском высшем танковом училище. 16 декабря 2005 года он скончался. Похоронен на Украине в Харькове на городском кладбище № 2.

## Награды и звания
- Медаль «Золотая Звезда» (25.10.1943);
- орден Ленина (25.10.1943);
- орден Отечественной войны 1 степени (1985);
- орден Отечественной войны 2 степени — дважды (оба 1945 год);
- орден Красной Звезды — трижды (14.02.1942; 24.09.1943; 1954);
- медали, в том числе:

медаль «За отвагу» (09.10.1943);
медаль «За оборону Сталинграда»;
медаль «За взятие Берлина»;
медаль «За освобождение Праги»;
- Орден Богдана Хмельницкого III степени (1998)[1].
- Почётный солдат 7-й роты Харьковского военного танкового училища.

## Документы
- Общедоступный электронный банк документов «Подвиг Народа в Великой Отечественной войне 1941—1945 гг.» Архивировано 13 марта 2012 года.

Указ Президиума Верховного Совета СССР о присвоении звания Героя Советского Союза. Архивировано 22 сентября 2012 года.
Орден Отечественной войны 2-й степени (наградной лист и приказ о награждении от 03.06.1945). Архивировано 22 сентября 2012 года.
Орден Отечественной войны 2-й степени (наградной лист и приказ о награждении от 12.04.1945). Архивировано 22 сентября 2012 года.
Орден Красной Звезды (наградной лист и приказ о награждении). Архивировано 22 сентября 2012 года.
Медаль «За отвагу» (наградной лист и приказ о награждении). Архивировано 22 сентября 2012 года.